# Polypedilum insulanum
Polypedilum insulanum är en tvåvingeart som beskrevs av Tokunaga 1964. Polypedilum insulanum ingår i släktet Polypedilum och familjen fjädermyggor. Inga underarter finns listade i Catalogue of Life.